# Сила народа (Республика Корея)
«Сила народа» ((кор. 국민의힘?, 國民力量? Кунмин-ый хим); до 31 августа 2020 года — «Объединённая партия будущего» (кор. 미래통합당?, 未來統合黨? Мирэ тхонхаптан)) — правая консервативная политическая партия в Республике Корея. Имеет вторую по величине фракцию в Национальном собрании и является одной из двух крупнейших политических партий в Республике Корея, наряду со своим историческим соперником, «Демократической партией».
Партия была сформирована 17 февраля 2020 года в результате объединения между партией «Свободная Корея», «Новой консервативной партией» и партией «Вперёд в будущее 4.0». 31 августа 2020 года партия решила принять новое название и впредь именоваться «Сила народа».

## История
В связи с политическим скандалом в 2016 году президент Пак Кын Хе была подвергнута импичменту, а несколько депутатов вышли из правящей тогда партии «Сэнури» и сформировали «Правильную партию». В свою очередь, «Сэнури» сменила название на «Свободная Корея», но после окончательного импичмента Пак 10 марта 2017 года де-юре утратила позицию правящей партии. После того, как 9 мая в президенты страны был избран кандидат от «Демократической партии» Мун Чжэ Ин, «Свободная Корея» официально стала основной оппозицией.
Хотя несколько депутатов из «Правильной партии» вернулись в «Свободную Корею», последней так и не удалось восстановить свою поддержку, потеряв позиции на местных выборах 2018 года. Председатель партии Хон Джунпхё немедленно подал в отставку, чтобы взять на себя ответственность за серьёзное поражение. «Правильная партия», которая объединилась с небольшой центристской «Народной партией» и образовала «Парынмирэдан», однако также потерпела поражение на местных выборах.

Логотип «Объединённой партии будущего»

Две консервативные партии провели внеочередные выборы руководства. 2 сентября 2018 года партия «Парынмирэдан» избрала Сон Хак Кю своим новым лидером. 27 февраля 2019 года партия «Свободная Корея» избрала своим новым лидером бывшего премьер-министра Хван Гёана. Ли Ун Джу, член парламента от «Парынмирэдан» вышла из своей партии и сформировала новую под названием «Вперёд в будущее 4.0». После ухода лидера «Парынмирэдан» Сона, другие бывшие депутаты партии столкнулись с конфликтами и основали «Новую консервативную партию». В дальнейшем партия «Свободная Корея», «Вперед в будущее 4.0» и «Новая консервативная партия» согласились слиться и создать новую консервативную партию.
Первоначально названием новой партии стало «Великая объединённая новая партия», но вскоре было изменено на «Объединённую партию будущего». Пак Хён Чжун, который руководил слиянием и воссозданием, объяснил, что это имя свидетельствует о поддержке молодёжи и политической солидарности. Спустя полгода партия сменила своё название на «Сила народа».

## Фракции
В настоящее время в «Силе народа» главным образом есть фракции, поддерживающих и не поддерживающих президента Юна, а также придерживающихся нейтралитета.
Сторонники Юна — это фракция, которая (почти безоговорочно) верна президенту. Они строго следуют его воле. Нейтралы пытаются наладить хорошие отношения с Юн Сок Ёлем, но это сила, которая в какой-то степени идёт своим путем. У антиюновской фракции очень плохие отношения с президентом Юн Сок Ёлем, и они часто конфликтуют.

### Сторонники Юн Сок Ёля

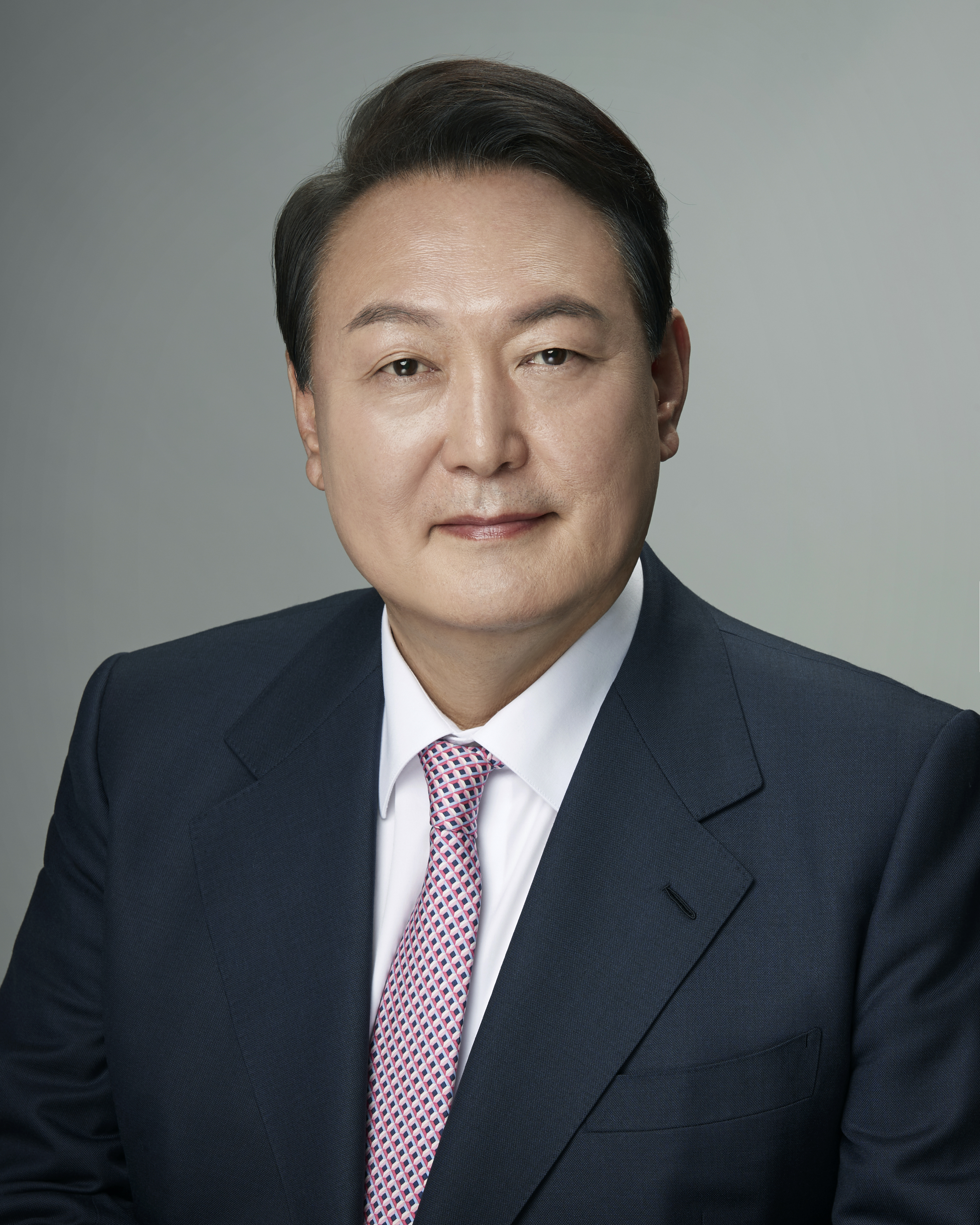
Юн Сок Ёль, бывший президент Республики Корея.
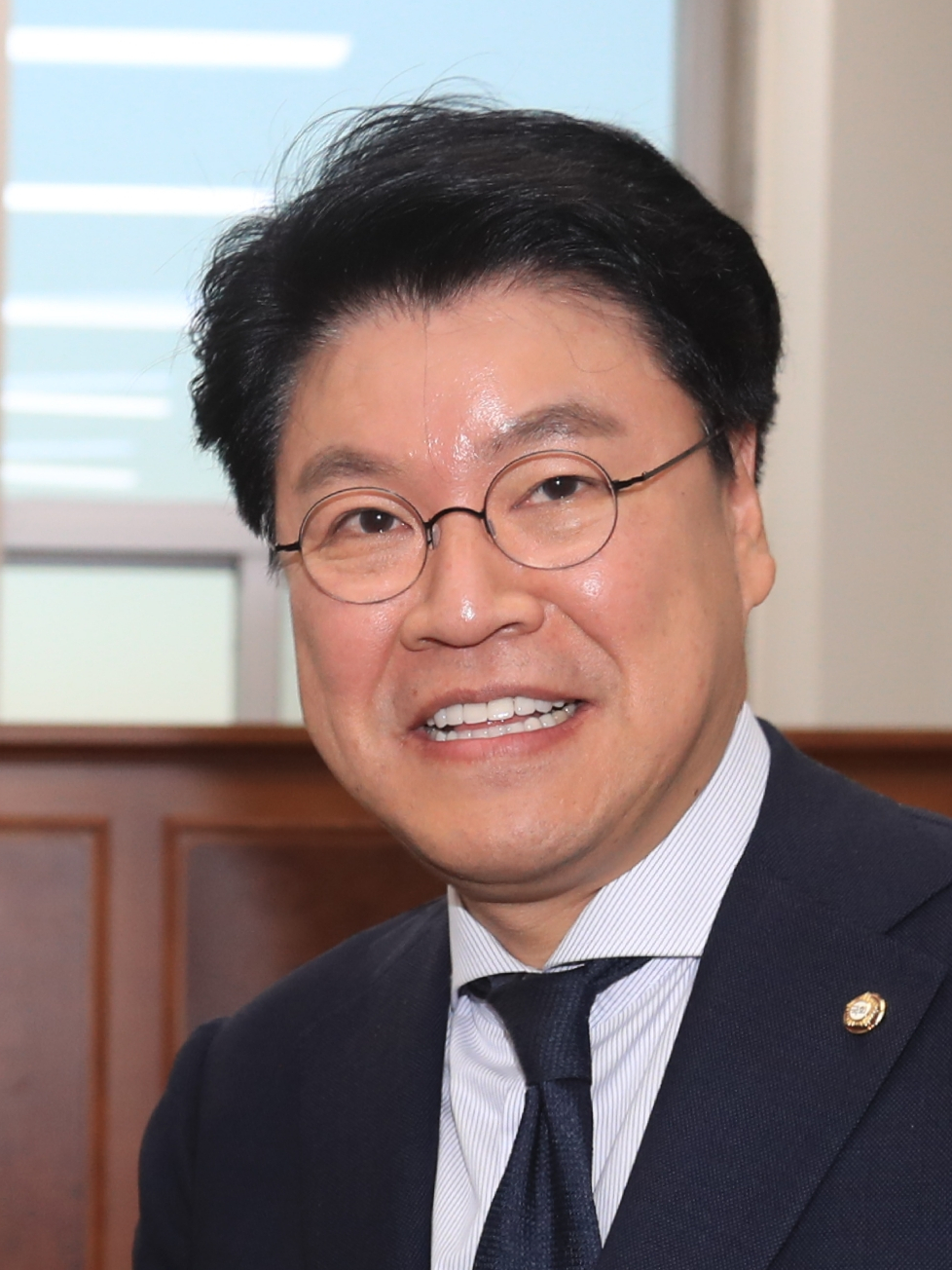
Чан Чже Вон, член Национального собрания.
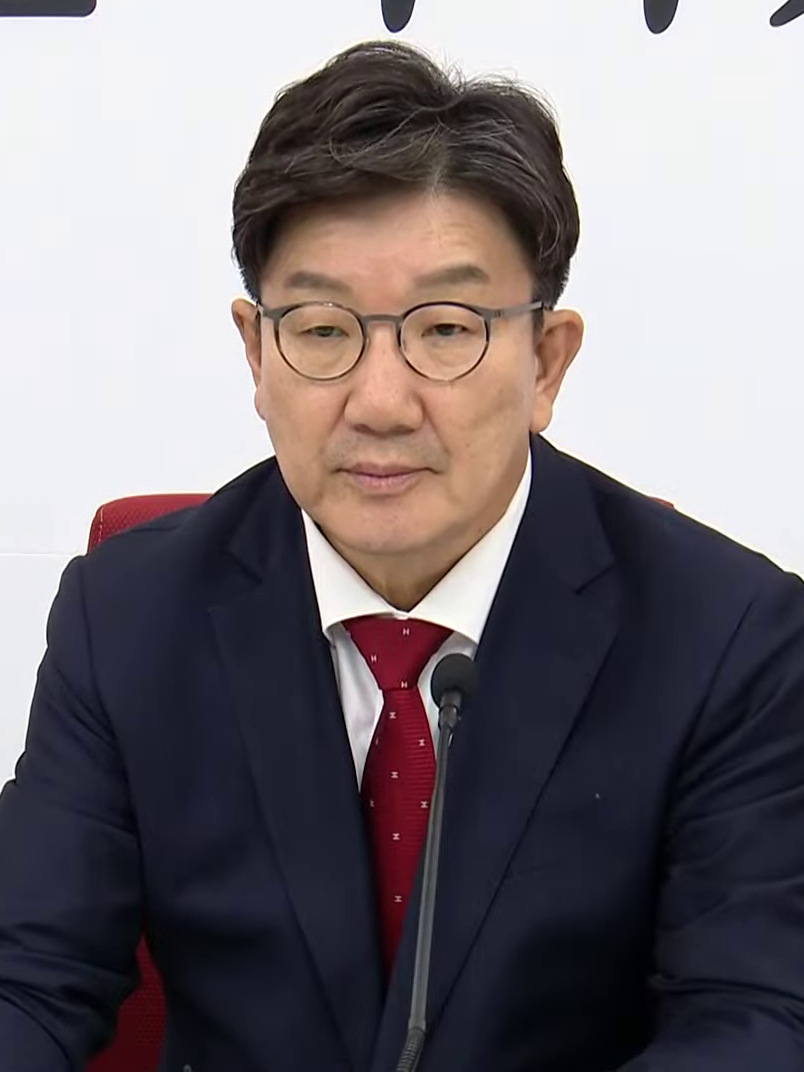
Квон Сон Дон, лидер фракции в Национальном собрании.
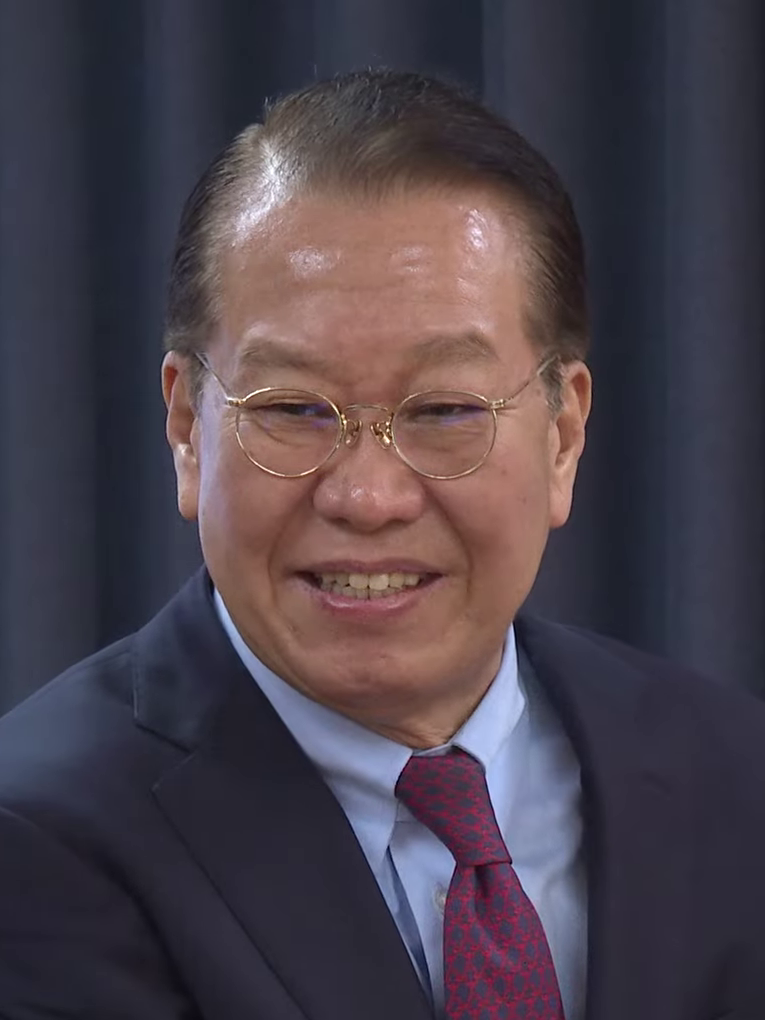
Квон Ён Се, бывший председатель Комитета по чрезвычайному реагированию партии

Фракция «Чин-юн» (кор. 친윤; букв. «Проюновская») — политическая группа, по оценкам, возглавляющая консервативное движение. «Чин-юн» является национальной консервативной фракцией, которую иногда называют правопопулистской и антикоммунистической. После того, как сторонники Юна взяли верх над руководством партии, в отличие от прежнего руководства, которое в прошлом дистанцировалось от крайне правых, они сделали консервативные заявления и обратились к крайне правым. После того, как «Чин-юн» захватили власть в партии, многие сторонники теории заговора о фальсификации выборов баллотировались на первичных выборах.
Юн Сок Ёль находится под влиянием Милтона Фридмана и поддерживает политику экономического либерализма.

### Нейтралы и противники Юн Сок Ёля

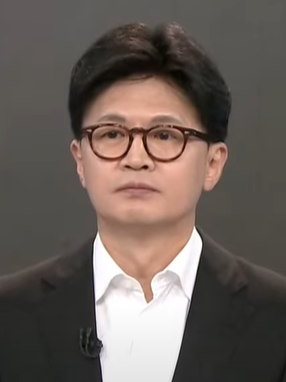
Хан Дон Хун, бывший председатель партии.
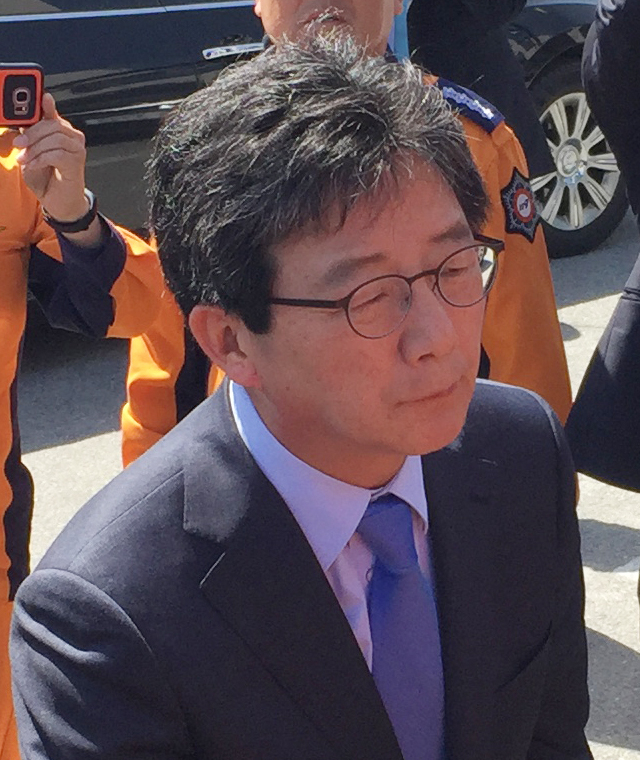
Ю Сын Мин, бывший член Национального собрания.
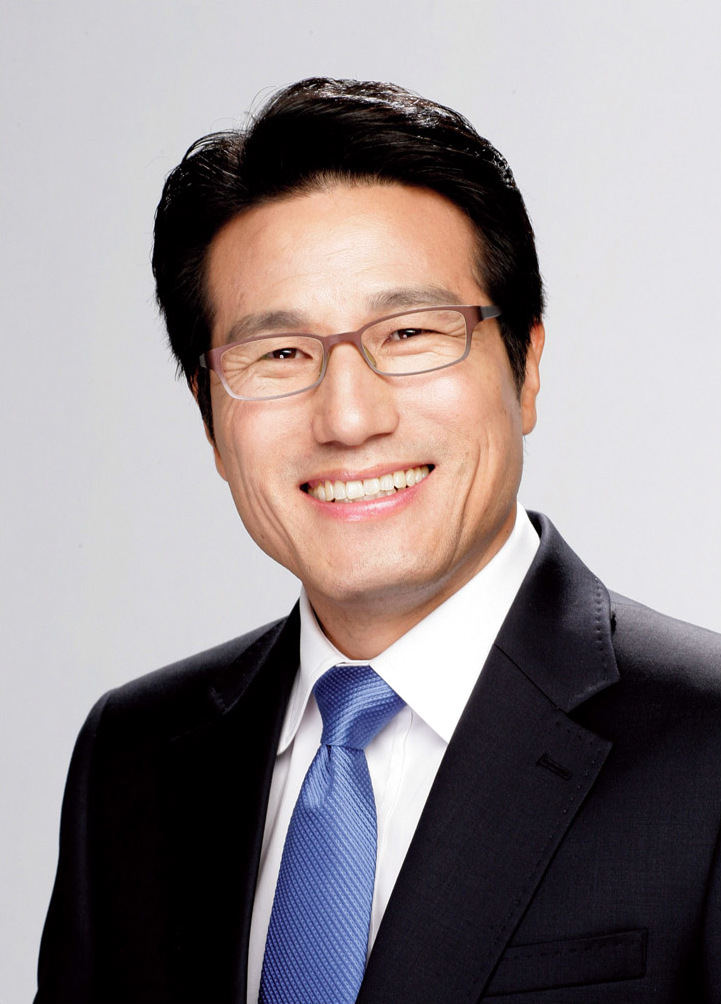
Чон Бён Гук, член Национального собрания.
На Кён Вон, член Национального собрания.
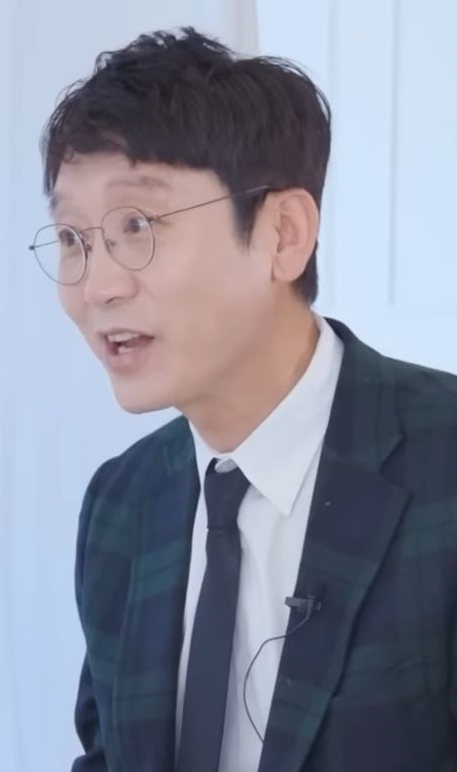
Ким Ун, член Национального собрания.
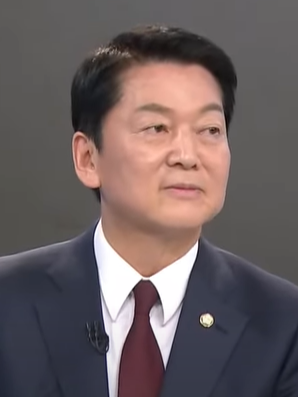
Ан Чхоль Су, член Национального собрания.

Фракция «Би-юн» (кор. 비윤; «Нейтралы») — консервативная группа, не поддерживающая Юн Сок Ёля, её представители классифицируются как нейтралы. Более критически настроенные партийцы — «Бан-юн» (кор. 반윤; букв. «Антиюновская»). Они идеологически непоследовательны, кроме как выступления против Юн Сок Ёля. Фракция включает в себя как приверженцев экономического либерализма, так и патерналистских консерваторов. «Би-юн» в основном экономически либеральны, но умеренны.
Некоторые из них демонстрируют умеренные (относительно культурно-либеральные) взгляды, например по таким вопросам, как права ЛГБТ, за что подвергаются критике со стороны правых христианских СМИ. Однако присутствует недружелюбное отношение к феминизму.

## Лидеры партии
- Примечание: КЧР — глава Комитета по чрезвычайному реагированию (кор. 비상대책위원회, англ. Emergency Response Committee).

| № | Имя                   | Фото | В должности            | В должности     | Примечания |
| № | Имя                   | Фото | Вступление в должность | Отставка        | Примечания |
| - | --------------------- | ---- | ---------------------- | --------------- | --- |
| 1 | Хван Гё Ан            |      | 17 февраля 2020        | 15 апреля 2020  | назначен |
| — | Шим Джэ Чхоль (и. о.) |      | 16 апреля 2020         | 8 мая 2020      | автоматически назначен по должности                                                                                       |
| — | Джу Хо Ён (и. о.)     |      | 8 мая 2020             | 22 мая 2020     | автоматически назначен по должности                                                                                       |
| — | Ким Джонъин (КЧР)     |      | 22 мая 2020            | 8 апреля 2021   | назначен |
| — | Джу Хо Ён (и. о.)     |      | 8 апреля 2021          | 30 апреля 2021  | автоматически назначен по должности                                                                                       |
| — | Ким Ги Хён (и. о.)    |      | 30 апреля 2021         | 11 июня 2021    | автоматически назначен по должности                                                                                       |
| 2 | Ли Джун Сок           |      | 11 июня 2021           | 8 июля 2022     | избран в 2021 году Ли Джун Сок – 43,81 % На Гён Вон – 37,13 % Джу Хо Ён – 14,02 % Чо Кён Тэ – 2,80 % Хон Мун Пхё – 2,21 % |
| — | Квон Сон Дон (и. о.)  |      | 8 июля 2022            | 9 августа 2022  | автоматически назначен по должности                                                                                       |
| — | Джу Хо Ён (КЧР)       |      | 9 августа 2022         | 26 августа 2022 | назначен, снят судом |
| — | Квон Сон Дон (и. о.)  |      | 26 августа 2022        | 8 сентября 2022 | автоматически назначен по должности                                                                                       |
| — | Чон Джин Сык (КЧР)    |      | 8 сентября 2022        | 8 марта 2023    | назначен |
| 3 | Ким Ги Хён            |      | 8 марта 2023           | 13 декабря 2023 | избран в 2023 году Ким Ги Хён – 52,93 % Ан Чхоль Су – 23,37 % Чун Ха Рам – 14,98 % Хван Гё Ан – 8,72 %                    |
| — | Юн Джэ Ок (и. о.)     |      | 13 декабря 2023        | 26 декабря 2023 | автоматически назначен по должности                                                                                       |
| — | Хан Дон Хун (КЧР)     |      | 26 декабря 2023        | 11 апреля 2024  | назначен |
| — | Юн Джэ Ок (и. о.)     |      | 11 апреля 2024         | 2 мая 2024      | автоматически назначен по должности                                                                                       |
| — | Хван У Йе (КЧР)       |      | 2 мая 2024             | 23 июля 2024    | назначен |
| 4 | Хан Дон Хун           |      | 23 июля 2024           | 16 декабря 2024 | избран в 2024 году Хан Дон Хун – 62,84 % Вон Хи Рён – 18,85 % На Гён Вон – 14,58 % Юн Сан Хён – 3,73 %                    |
| — | Квон Сон Дон (и. о.)  |      | 16 декабря 2024        | 30 декабря 2024 | автоматически назначен по должности                                                                                       |
| — | Квон Ён Се (КЧР)      |      | 30 декабря 2024        | 10 мая 2025     | назначен |
| — | Квон Сон Дон (и. о.)  |      | 10 мая 2025            | 15 мая 2025     | автоматически назначен по должности                                                                                       |
| — | Ким Ён Тхэ (КЧР)      |      | 15 мая 2025            | 30 июня 2025    | назначен |
| — | Сон Ён Сок (КЧР)      |      | 30 июня 2025           | в должности     | назначен |

## Результаты на выборах

### Президентские выборы
| Выборы | Кандидат   | Голосов    | %       | Результат | Глава партии |
| ------ | ---------- | ---------- | ------- | --------- | ------------ |
| 2022   | Юн Сок Ёль | 16 394 815 | 48,56 % | Избран    | Ли Джун Сок  |
| 2025   | Ким Мун Су | 14 395 639 | 41,15 % | Проиграл  | Ким Ён Тхэ   |

### Парламентские выборы
| Выборы | Получено всего мест | По партийным спискам | По партийным спискам | По партийным спискам | По партийным спискам | По округам | По округам | По округам | По округам | Статус                                | Лидер кампании | Примечание |
| Выборы | Получено всего мест | Голосов              | Доля                 | Мест                 | +/-                  | Голосов    | Доля       | Мест       | +/-        | Статус                                | Лидер кампании | Примечание |
| ------ | ------------------- | -------------------- | -------------------- | -------------------- | -------------------- | ---------- | ---------- | ---------- | ---------- | ------------------------------------- | -------------- | ---------- |
| 2020   | 103 из 300          | 9 441 520            | 33,84%               | 19 из 47             | впервые              | 11,915,277 | 41,46%     | 84 из 253  | впервые    | Оппозиция (2020—2022)                 | Хван Гё Ан     | [ 26 ]     |
| 2020   | 103 из 300          | 9 441 520            | 33,84%               | 19 из 47             | впервые              | 11,915,277 | 41,46%     | 84 из 253  | впервые    | Правительство меньшинства (2022—2024) | Хван Гё Ан     | [ 26 ]     |
| 2024   | 108 из 300          | 10 395 264           | 36,67%               | 18 из 46             | ▲6                   | 13 179 769 | 45,73%     | 90 из 254  | ▲5         | Правительство меньшинства (2024—2025) | Хан Дон Хун    | [ 27 ]     |
| 2024   | 108 из 300          | 10 395 264           | 36,67%               | 18 из 46             | ▲6                   | 13 179 769 | 45,73%     | 90 из 254  | ▲5         | Оппозиция (с 2025)                    | Хан Дон Хун    | [ 27 ]     |

### Местные выборы
| Выборы | Губернаторы | Мэры муниципалитетов | Провинциальные парламенты | Муниципальные парламенты | Лидер кампании |
| ------ | ----------- | -------------------- | ------------------------- | ------------------------ | -------------- |
| 2022   | 12 из 17    | 540 из 872           | 145 из 226                | 1435 из 2987             | Ли Джун Сок    |

### Довыборы
| Выборы       | Парламент | Губернаторы | Мэры муниципалитетов | Провинциальные парламенты | Муниципальные парламенты | Лидер кампании |
| ------------ | --------- | ----------- | -------------------- | ------------------------- | ------------------------ | -------------- |
| 2020         | —         | —           | 3 из 8               | 10 из 17                  | 17 из 33                 | Хван Гё Ан     |
| 2021         | —         | 2 из 2      | 2 из 2               | 5 из 8                    | 6 из 9                   | Ким Джонъин    |
| Март 2022    | 4 из 5    | —           | —                    | —                         | —                        | Ли Джун Сок    |
| Июнь 2022    | 5 из 7    | —           | —                    | —                         | —                        | Ли Джун Сок    |
| Апрель 2023  | 0 из 1    | —           | 0 из 1               | 2 из 2                    | 2 из 4                   | Ким Ги Хён     |
| Октябрь 2023 | —         | —           | 0 из 1               | —                         | —                        | Ким Ги Хён     |
| Апрель 2024  | —         | —           | 1 из 2               | 3 из 17                   | 7 из 26                  | Хан Дон Хун    |
| Октябрь 2024 | —         | —           | 2 из 4               | —                         | —                        | Хан Дон Хун    |